# Roadracing-VM 2002
Världsmästerskapen i Roadracing 2002 arrangerades av Internationella motorcykelförbundet och innehöll klasserna MotoGP, 250GP och 125GP i Grand Prix-serien samt Superbike, Supersport, Endurance och Sidvagnar. Huvudklassen tillät nu fyrtaktsmotorcyklar med större cylindervolym och bytte namn från 500GP till MotoGP. MotoGP-säsongen 2002 kördes över 16 omgångar. VM-titlar delades ut till bästa förare och till bästa konstruktör. 
| Världsmästare i roadracing 2002 | Världsmästare i roadracing 2002 | Världsmästare i roadracing 2002 |
| Klass                           | Mästare individuellt            | Mästare konstruktörer           |
| ------------------------------- | ------------------------------- | ------------------------------- |
| MotoGP                          | Valentino Rossi                 | Honda                           |
| 250GP                           | Marco Melandri                  | Aprilia                         |
| 125GP                           | Arnaud Vincent                  | Aprilia                         |
| Superbike                       | Colin Edwards                   | Ducati                          |
| Supersport                      | Fabien Foret                    | Suzuki                          |
| Endurance                       | Team Zongshen (Noland)          | Suzuki                          |
| Sidvagn                         | Steve Abbott/James Biggs        | Yamaha                          |

## MotoGP-klassen
Klassen vanns av Valentino Rossi. Det var det första året som klassen hette MotoGP, efter att tillåtna cylindervolymen för fyrtaktsmotorer höjts från 500 cm3 till 990 cm3. Rossi, som körde en Honda RC211V med fyrtaktsmotor, vann 11 race och kom tvåa i fyra, vilket gjorde honom till en klar mästare. Tvåtaktarna som hade cylindervolymen begränsad till 500 cm³ kunde inte hävda sig i racen. Kawasaki gjorde debut i MotoGP-klassen i Malaysias Grand Prix och tog sina första poäng i årets sista race genom en tolfteplats av Andrew Pitt.

### Delsegrare
| Grand Prix     | Bana           | Vinnare         | Märke  |
| -------------- | -------------- | --------------- | ------ |
| Japan          | Suzuka         | Valentino Rossi | Honda  |
| Sydafrika      | Welkom         | Tohru Ukawa     | Honda  |
| Spanien        | Jerez          | Valentino Rossi | Honda  |
| Frankrike      | Le Mans        | Valentino Rossi | Honda  |
| Italien        | Mugello        | Valentino Rossi | Honda  |
| Katalonien     | Barcelona      | Valentino Rossi | Honda  |
| Holland        | Assen          | Valentino Rossi | Honda  |
| Storbritannien | Donington Park | Valentino Rossi | Honda  |
| Tyskland       | Sachsenring    | Valentino Rossi | Honda  |
| Tjeckien       | Brno           | Max Biaggi      | Yamaha |
| Portugal       | Estoril        | Valentino Rossi | Honda  |
| Brasilien      | Rio de Janeiro | Valentino Rossi | Honda  |
| Pacific        | Motegi         | Alex Barros     | Honda  |
| Malaysia       | Sepang         | Max Biaggi      | Yamaha |
| Australien     | Phillip Island | Valentino Rossi | Honda  |
| Valencia       | Valencia       | Alex Barros     | Honda  |

### Slutställning
| Plats | Förare            | Team              | Poäng |
| ----- | ----------------- | ----------------- | ----- |
| 1     | Valentino Rossi   | Repsol Honda      | 355   |
| 2     | Max Biaggi        | Marlboro Yamaha   | 215   |
| 3     | Tohru Ukawa       | Repsol Honda      | 209   |
| 4     | Alex Barros       | West Honda        | 204   |
| 5     | Carlos Checa      | Marlboro Yamaha   | 141   |
| 6     | Norifumi Abe      | Antena Yamaha     | 129   |
| 7     | Daijiro Kato      | Fortuna Honda     | 117   |
| 8     | Loris Capirossi   | West Honda        | 109   |
| 9     | Kenny Roberts Jr. | Telefónica Suzuki | 91    |
| 10    | Olivier Jacque    | Gauloises Yamaha  | 81    |

## 250GP
Världsmästare blev italienaren Marco Melandri på Aprilia. Det italienska fabrikatet dominerade klassen.

### Delsegrare
| Bana           | Förare          | Märke   |
| -------------- | --------------- | ------- |
| Suzuka         | Osamu Miyazaki  | Yamaha  |
| Kyalami        | Marco Melandri  | Aprilia |
| Jerez          | Fonsi Nieto     | Aprilia |
| Le Mans        | Fonsi Nieto     | Aprilia |
| Mugello        | Marco Melandri  | Aprilia |
| Barcelona      | Marco Melandri  | Aprilia |
| Assen          | Marco Melandri  | Aprilia |
| Donington Park | Marco Melandri  | Aprilia |
| Sachsenring    | Marco Melandri  | Aprilia |
| Brno           | Marco Melandri  | Aprilia |
| Estoril        | Fonsi Nieto     | Aprilia |
| Rio de Janeiro | Sebastián Porto | Yamaha  |
| Sepang         | Fonsi Nieto     | Aprilia |
| Phillip Island | Marco Melandri  | Aprilia |
| Valencia       | Marco Melandri  | Aprilia |

### Slutställning
| Plats | Förare          | Märke   | Poäng |
| ----- | --------------- | ------- | ----- |
| 1     | Marco Melandri  | Aprilia | 298   |
| 2     | Fonsi Nieto     | Aprilia | 241   |
| 3     | Roberto Rolfo   | Honda   | 218   |
| 4     | Toni Elías      | Aprilia | 178   |
| 5     | Sebastián Porto | Yamaha  | 172   |
| 6     | Franco Battaini | Aprilia | 142   |

## 125GP
Arnauld Vincent från Frankrike på en Aprilia tog sin enda VM-titel.

### Delsegrare
| Bana           | Vinnare           | Märke   |
| -------------- | ----------------- | ------- |
| Suzuka         | Arnaud Vincent    | Aprilia |
| Welkom         | Manuel Poggiali   | Gilera  |
| Jerez          | Lucio Cecchinello | Aprilia |
| Le Mans        | Lucio Cecchinello | Aprilia |
| Mugello        | Manuel Poggiali   | Gilera  |
| Barcelona      | Manuel Poggiali   | Gilera  |
| Assen          | Dani Pedrosa      | Honda   |
| Donington Park | Arnaud Vincent    | Aprilia |
| Sachsenring    | Arnaud Vincent    | Aprilia |
| Brno           | Lucio Cecchinello | Aprilia |
| Estoril        | Arnaud Vincent    | Aprilia |
| Rio de Janeiro | Masao Azuma       | Honda   |
| Motegi         | Dani Pedrosa      | Honda   |
| Sepang         | Arnaud Vincent    | Aprilia |
| Phillip Island | Manuel Poggiali   | Gilera  |
| Valencia       | Dani Pedrosa      | Honda   |

### Slutställning
| Plats | Förare            | Märke   | Poäng |
| ----- | ----------------- | ------- | ----- |
| 1     | Arnaud Vincent    | Aprilia | 273   |
| 2     | Manuel Poggiali   | Gilera  | 254   |
| 3     | Dani Pedrosa      | Honda   | 243   |
| 4     | Lucio Cecchinello | Aprilia | 180   |
| 5     | Steve Jenkner     | Aprilia | 168   |
| 6     | Pablo Nieto       | Aprilia | 145   |
| 7     | Simone Sanna      | Aprilia | 106   |
| 8     | Masao Azuma       | Honda   | 101   |
| 9     | Alex de Angelis   | Aprilia | 87    |
| 10    | Gino Borsoi       | Aprilia | 82    |

## Superbike
Se Superbike-VM 2002.

## Supersport
Se Supersport-VM 2002.